# Султанов, Роман Ринатович
Роман Ринатович Султанов (5 сентября 1983, Москва, СССР) — российский игрок в мини-футбол. Сыграл два матча за сборную России по мини-футболу.

## Биография
Султанов начинал заниматься футболом в школе «Торпедо-ЗИЛ», а в 15 лет перебрался в московский мини-футбольный клуб «Дина». В 2002 году он, ещё не игравший за основной состав команды, вместе с другими диновскими дублёрами был отправлен в азербайджанский «Туран Эйр», где помог бакинцам выиграть чемпионат Азербайджана. Вернувшись в Россию, он стал игроком «Арбата», тогда игравшего в Первой лиге. Однако Роман помог московской команде за два года добраться до Суперлиги и дебютировал в ней.
Своей игрой Султанов привлёк внимание тренеров сборной России по мини-футболу. И в марте 2004 года он сыграл за неё два товарищеских матча против сборной Ирана. Эти матчи остаются для него единственными за сборную.
После расформирования «Арбата» Султанов вернулся в «Дину» и провёл в ней три с половиной сезона. В начале 2011 года он вновь стал игроком азербайджанского чемпионата, где начал выступления в составе действующего чемпиона «Араза». Роман принял участие в финале четырёх Кубка УЕФА по мини-футболу, где азербайджанская команда выиграла бронзу. Также он выиграл в её составе второе для себя азербайджанское чемпионство.
Летом 2010 года Султанов стал игроком второго по уровню российского дивизиона, подписав контракт с клубом КПРФ. Однако, как и в случае с «Арбатом», он максимально быстро вышел со своим клубом в Суперлигу.

## Достижения
- Чемпион Азербайджана по мини-футболу (2): 2003, 2011
- Бронзовый призёр Кубка УЕФА по мини-футболу 2009/10